# La doppia vita di Elena Gall
La doppia vita di Elena Gall (Schatten der Vergangenheit) è un film del 1936 diretto da Werner Hochbaum.
Il film venne presentato in concorso alla 4ª Mostra del Cinema di Venezia.

## Produzione
Il film fu prodotto dalla Donau-Film Wien.

## Distribuzione
Distribuito dalla Tobis-Sascha Film-Vertrieb, in Germania fu presentato in prima al Capitol di Berlino il 17 luglio 1936 e in Austria il 23 ottobre a Vienna.